# کالج پزشکی تونگجی
کالج پزشکی تونگجی (TJMC , چینی ساده‌شده: 同济医学院; چینی سنتی: 同濟醫學院; پین‌یین: Tóngjì Yīxúeyuàn) یک دانشکده پزشکی در ووهان، چین است. این دانشگاه که قبلاً دانشگاه پزشکی تونگجی (چینی ساده‌شده: 同济医科大学; چینی سنتی: 同濟
醫科大學; پین‌یین: Tóngjì Yīkē Dàxué) بود ولی در سال ۲۰۰۰ بخشی از دانشگاه تازه تأسیس علم و فناوری Huazhong شد.